# Baybridge (Hampshire)
Baybridge – wieś w Anglii, w hrabstwie Hampshire. Leży 12 km na południowy wschód od miasta Winchester i 97 km na południowy zachód od Londynu.